# Cdp.pl
cdp.pl – sklep internetowy założony w październiku 2012 roku przez spółkę o tej samej nazwie, jako nowy obszar działalności komercyjnej grupy kapitałowej CD Projekt. Cdp.pl należy do operatora sklepu merlin.pl.
Nazwa portalu jest skrótem zarówno wyrażenia „cyfrowa dystrybucja plików”, jak również nazwy pierwszego właściciela, CD Projektu.

## Historia
Początkowo serwis skupiał się jedynie na sprzedaży materiałów w formie cyfrowej, ale w 2013 roku poszerzono jego asortyment o produkty zapisane na fizycznych nośnikach danych, sprzęt RTV i tradycyjne książki. Wraz z postępującym wzrostem zainteresowania platformą e-commerce, jej oferta została wzbogacona o gry planszowe i gadżety, związane głównie z grami komputerowymi.
W kwietniu 2017 roku sklep cdp.pl został przejęty przez Topmall Sp. z o.o. należącą do Merlin Group. Dotychczasowi właściciele sklepu postanowili skupić się na podstawowej działalności spółki, czyli dystrybucji i lokalizacji gier komputerowych na potrzeby polskiego rynku. Nowy właściciel nabył prawa do nazwy i domeny cdp.pl.
W tym samym roku użytkownicy zostali poinformowani o planowanej likwidacji „wirtualnej półki”. W wyniku tej decyzji mieli oni stracić dostęp do wszystkich zakupionych produktów w wersji cyfrowej. Klienci krytykowali planowane działania sklepu m.in. przez krótki okres na pobranie posiadanych pozycji w wirtualnej bibliotece. Sklep wydał sprostowanie, w którym oświadczył, że doszło do pomyłki. Miały zostać usunięte wyłącznie produkty elektroniczne nieposiadające wsparcia od ich producentów.
Pomimo braku oficjalnych komunikatów strona sklepu przestała funkcjonować. W październiku 2022 dzierżawa domeny internetowej wygasła i została wystawiona na sprzedaż.